# Lalibela

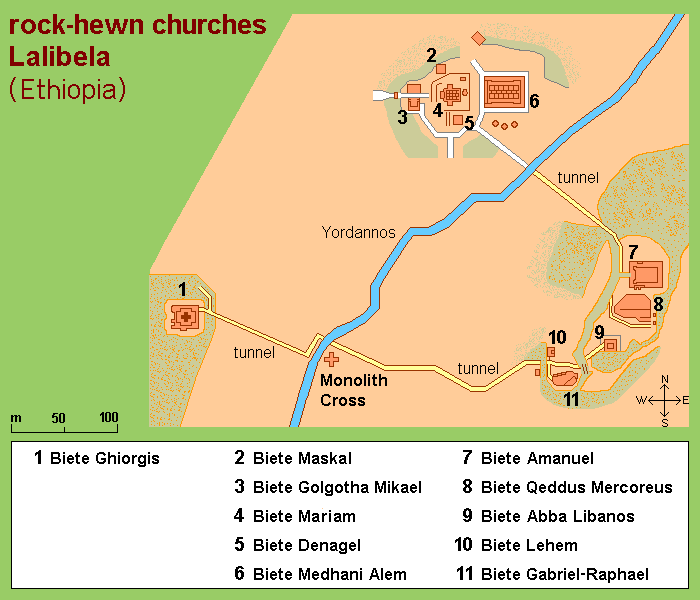
Lageplan

Lalibela (amharisch ላሊበላ lalibäla) oder Neu-Jerusalem (früher Roha) ist eine heilige Stadt und Wallfahrtsort in Äthiopien. Lalibela liegt in der vormaligen Provinz Wällo; nach deren Auflösung 1991 wurde das Gebiet Amhara zugeschlagen. Der Ort liegt 2500 Meter hoch und hat 8484 Bewohner (Volkszählung 1994), die fast vollständig äthiopisch-orthodoxe Christen sind.
Lalibela ist weltweit bekannt für die elf monolithischen Kirchen, die in rostroten Tuff gemeißelt sind. Die Kirchen entstanden beginnend mit der Regentschaft von Kaiser Gebra Maskal Lalibela, auch bekannt unter dem Namen Heiliger Lalibela (ein Mitglied der Zagwe-Dynastie) im 12./13. Jahrhundert. Wahrscheinlich wurde insgesamt 100 Jahre an der Anlage gebaut. In dieser Zeit blühte der christliche Glaube in Äthiopien, die Kirchen werden auch als Symbol für die enge Verbundenheit der äthiopischen Christen mit dem Heiligen Land verstanden. Seit 1978 zählen diese Kirchen zum Weltkulturerbe der UNESCO. Lalibela hat eine lange christliche Tradition der äthiopisch-orthodoxen Kirche und ist ein Pilgerort für viele Christen.

## Geschichte
Lalibela, nach dem der Ort benannt wurde, war der Name des wichtigsten Kaisers aus der Zagwe-Dynastie. Er regierte das Reich Lasta. Im 12./13. Jahrhundert ließ er elf Kirchen jeweils als Ganzes aus der umgebenden Felsformation herausarbeiten, jeweils bis zu 800 m² groß und zehn Meter hoch. Diese Gebäude zählen zu den größten von Menschen geschaffenen monolithischen Strukturen der Welt. Die Kirchen dienen noch immer ihrem ursprünglichen Zweck und werden von orthodoxen Pilgern aufgesucht. Um Lalibela herum entstand im 12. Jahrhundert das Königreich Äthiopien nach dem Zusammenbruch des Reichs von Aksum.

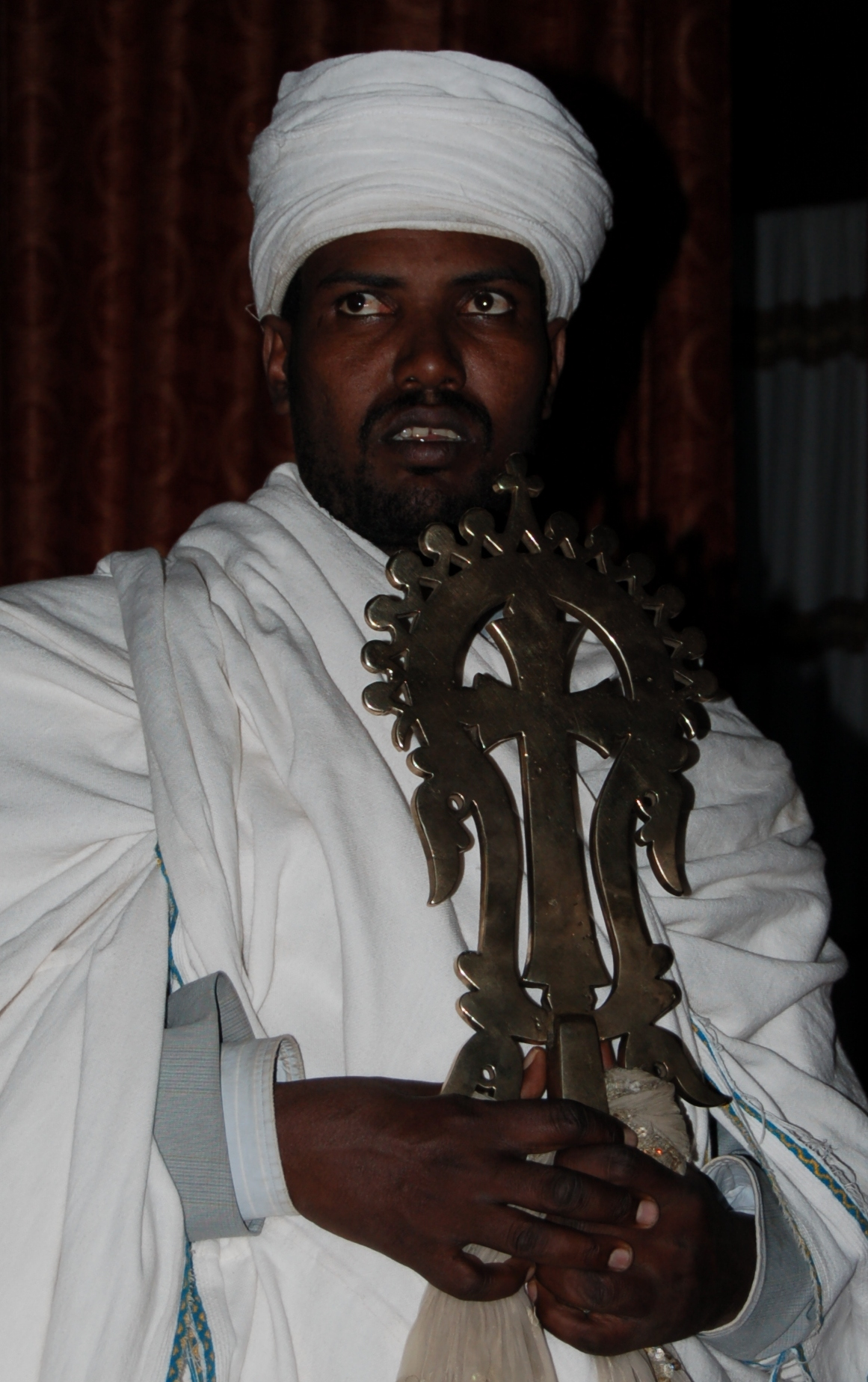
Äthiopischer Priester mit Lalibela-Kreuz

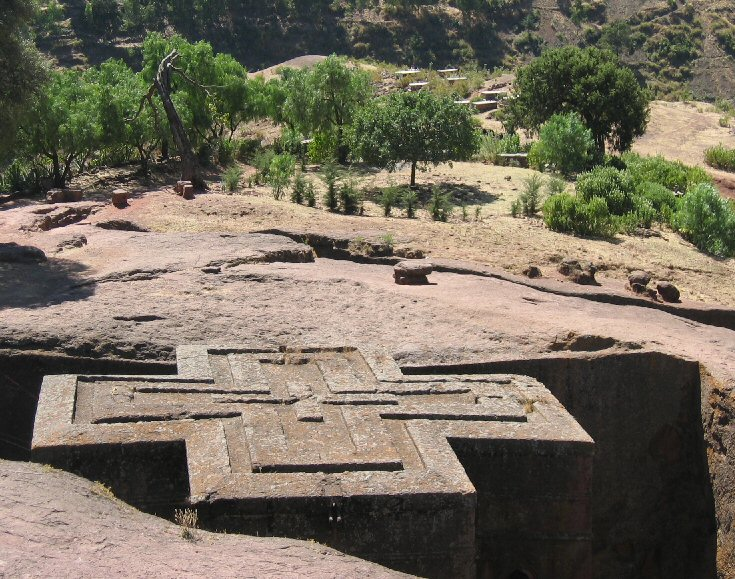
Die Kirche Bet Giyorgis von oben betrachtet

Yekuno Amlak vertrieb schließlich die Zagwe und bestieg den Thron 1270. Er begründete seinen Anspruch auf die Herrschaft mit seiner angeblichen Abstammung vom biblischen König Salomo. Im „Kebra Negest“ (der Ruhm der Könige), eine von Äthiopiens wichtigsten Überlieferungen, wird seine salomonische Abstammung beschrieben. Die Mythen um den Priesterkönig Johannes ließen zusätzlichen Glanz auf die Herrschaft dieser „Nachfahren von Salomon“ fallen.

## Kirchen
Die elf Felsenkirchen von Lalibela sind in drei Gruppen unterteilt:
- Nördliche Gruppe:
  - Bet Medhane Alem, in der auch das Lalibela-Kreuz untergebracht ist, ist die größte monolithische Kirche der Welt; Vorbild für diese Kirche war wohl St. Maria von Zion in Aksum.
  - Bet Maryam ist wahrscheinlich die älteste der Kirchen.
  - Bet Golgotha ist bekannt für ihre Kunstgegenstände sowie das Grab von König Lalibela.
  - Selassie-Kapelle
  - Grab von Adam

- Westliche Gruppe
  - Bet Giyorgis (12° 1′ 53,85″ N, 39° 2′ 28,13″ O), deren Verarbeitung am vollendetsten und die am besten erhalten sein soll.

- Östliche Gruppe
  - Bet Amanuel war wahrscheinlich die vormalige Hofkapelle.
  - Bet Merkorios war wahrscheinlich vorher ein Gefängnis.
  - Bet Abba Libanos
  - Bet Gabriel-Rufael war wahrscheinlich der vormalige Königspalast und verbunden mit der Heiligen Bäckerei.
  - Etwas weiter entfernt liegen das Kloster Ashetan Maryam sowie die Kirche Yimrehane Kristos, gebaut im aksumitischen Stil (aber ohne Keller) wahrscheinlich im 11. Jahrhundert.

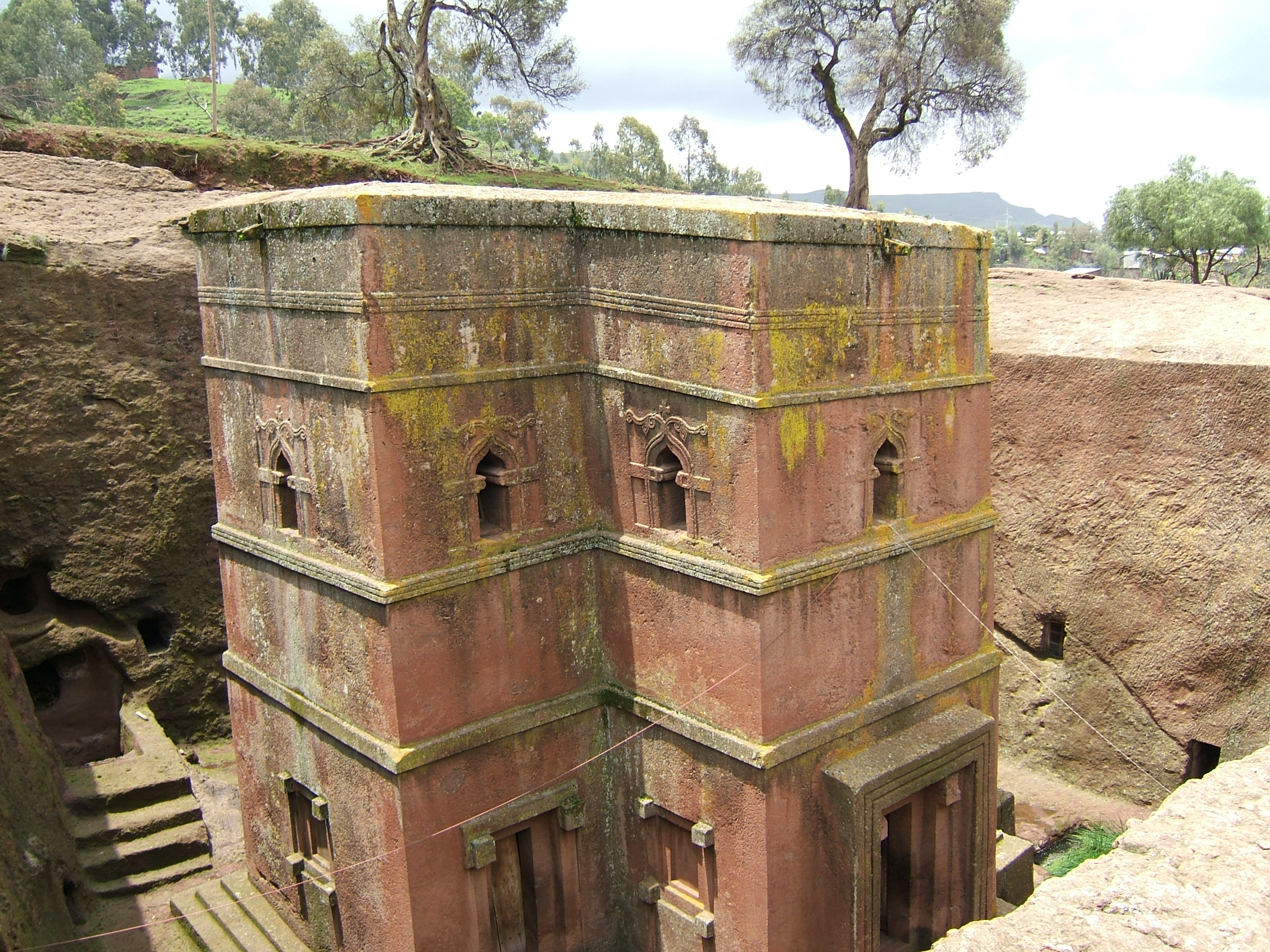
Bet Giyorgis
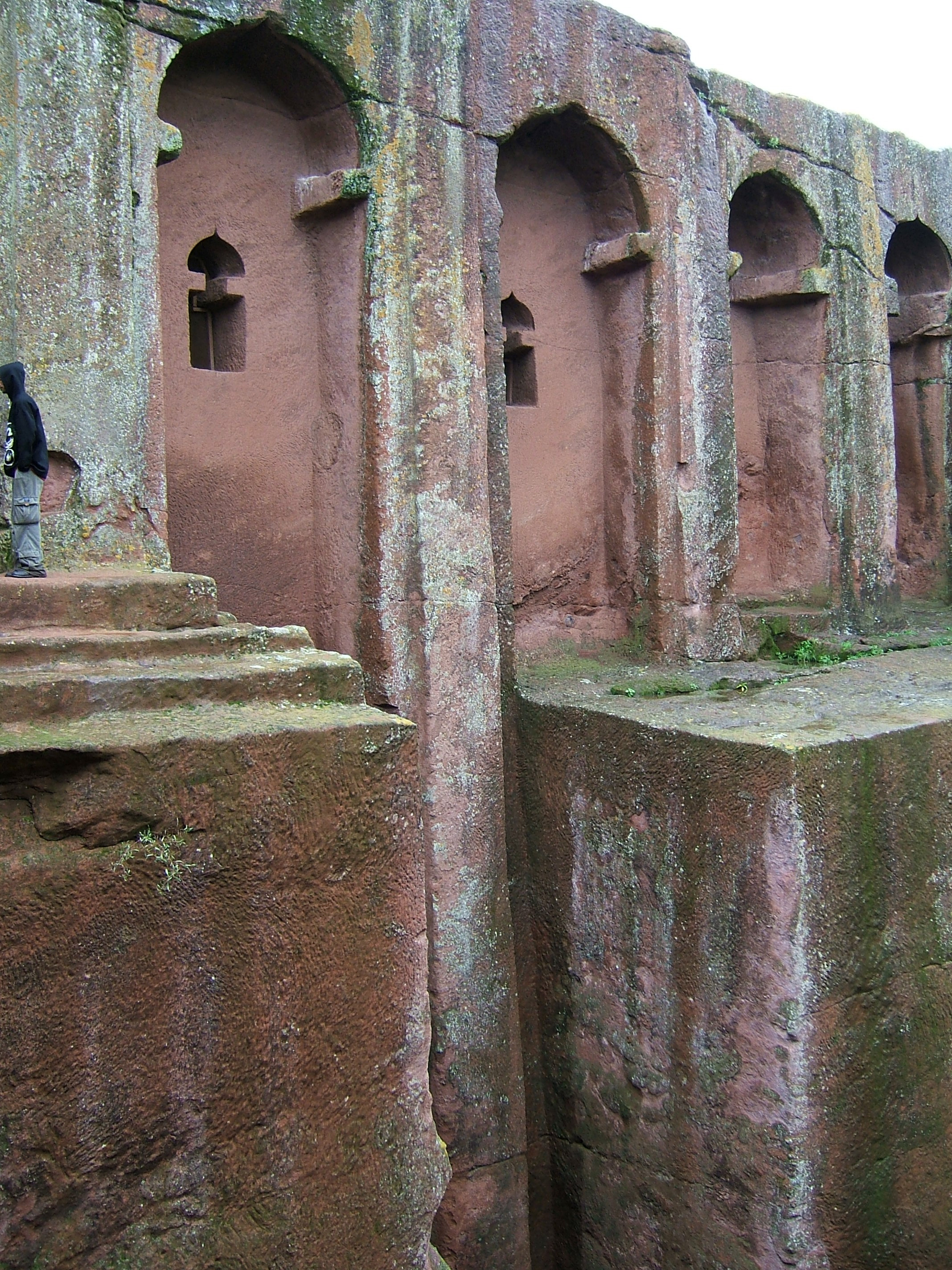
Bet Gabriel Rafael
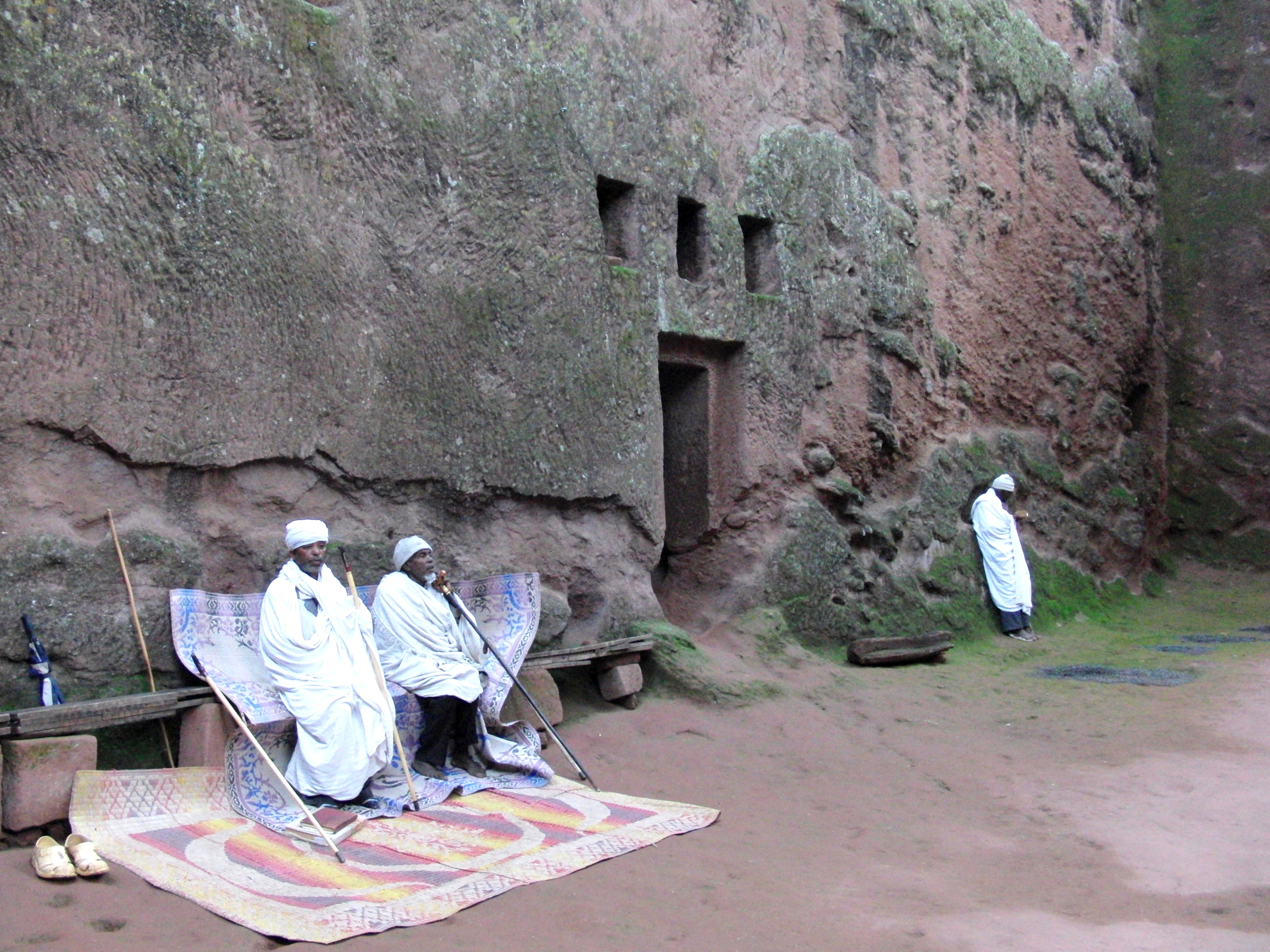
Mönche vor Bet Amanuel
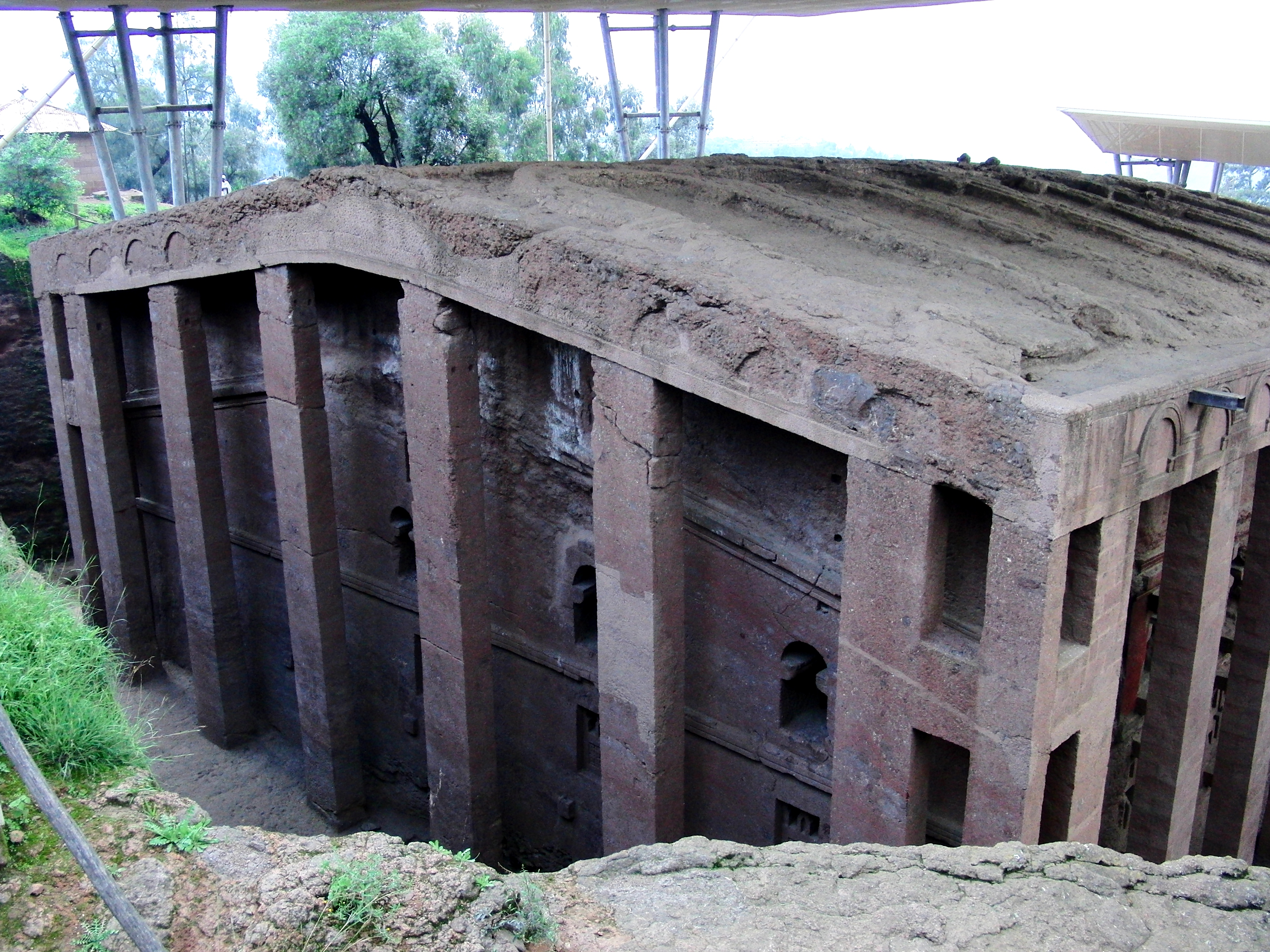
Bet Medhane Alem
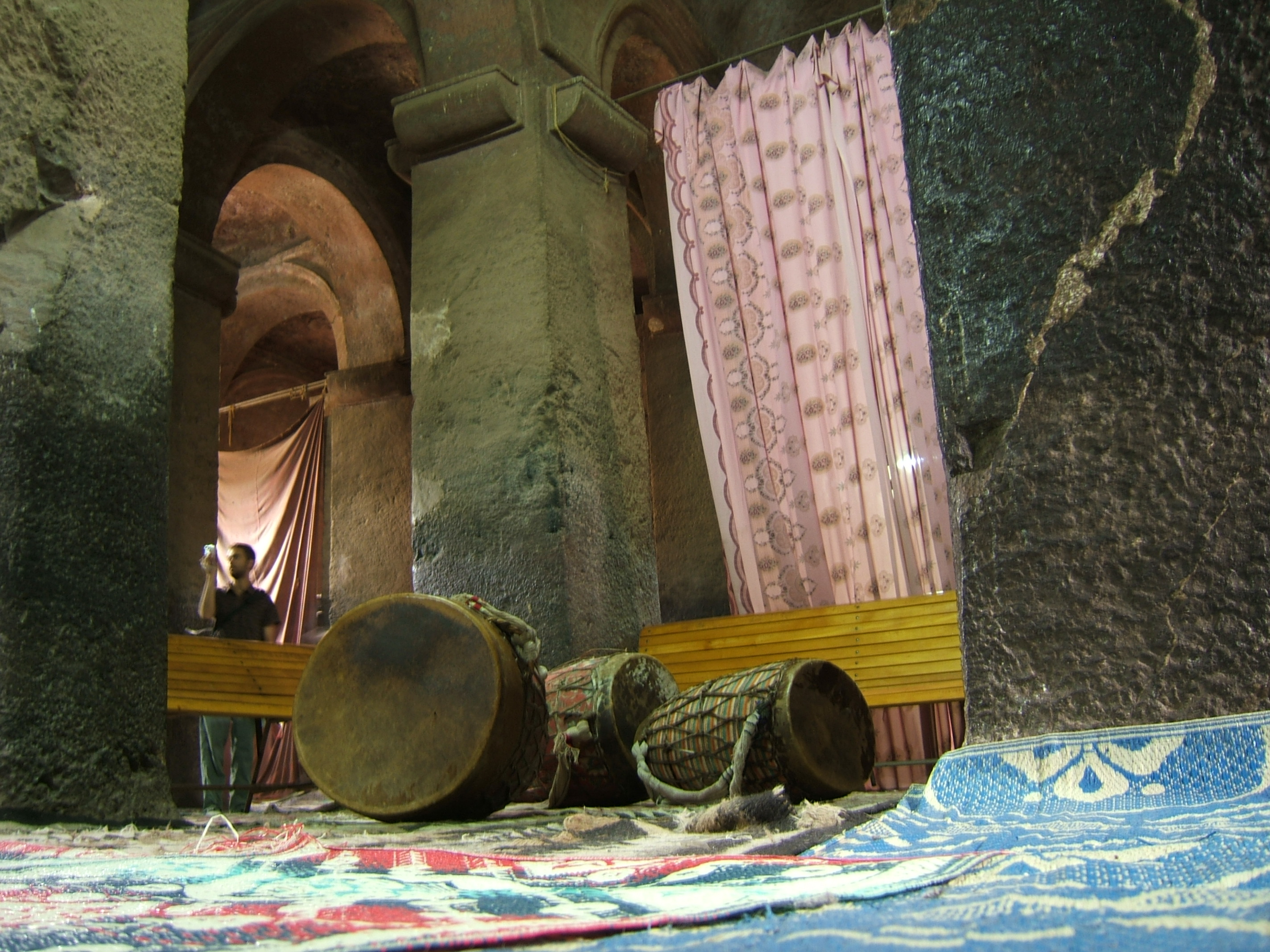
Große Kirchentrommeln (Kebero) in einer Kirche